# Westville (Florida)
Westville es un pueblo ubicado en el condado de Holmes en el estado estadounidense de Florida. En el Censo de 2010 tenía una población de 289 habitantes y una densidad poblacional de 14,92 personas por km².

## Geografía
Westville se encuentra ubicado en las coordenadas 30°46′16″N 85°50′42″O / 30.77111, -85.84500. Según la Oficina del Censo de los Estados Unidos, Westville tiene una superficie total de 19.37 km², de la cual 18.69 km² corresponden a tierra firme y (3.53%) 0.68 km² es agua.

## Demografía
Según el censo de 2010, había 289 personas residiendo en Westville. La densidad de población era de 14,92 hab./km². De los 289 habitantes, Westville estaba compuesto por el 96.54% blancos, el 0.35% eran afroamericanos, el 0% eran amerindios, el 0% eran asiáticos, el 0% eran isleños del Pacífico, el 0% eran de otras razas y el 3.11% pertenecían a dos o más razas. Del total de la población el 1.73% eran hispanos o latinos de cualquier raza.